# Olcella trigramma
Olcella trigramma är en tvåvingeart som först beskrevs av Friedrich Hermann Loew 1863.  Olcella trigramma ingår i släktet Olcella och familjen fritflugor. Inga underarter finns listade i Catalogue of Life.